# Heteresmia spissicornis
Heteresmia spissicornis là một loài bọ cánh cứng trong họ Cerambycidae.